# Boxed Set, Vol. 2
Albums de Led Zeppelin
Remasters
(1990) The Complete Studio Recordings
(1993)
Le Box Set vol.2 (1993),complément du Boxed Set, Vol. 1 (1990) sorti trois ans plus tôt est une compilation de chansons du groupe Led Zeppelin.

## Titres
Disque 1
| No  | Titre                | Durée |
| --- | -------------------- | ----- |
| 1.  | Good Times Bad Times |       |
| 2.  | We're Gonna Groove   |       |
| 3.  | Night Flight         |       |
| 4.  | That's The Way       |       |
| 5.  | Baby Come On Home    |       |
| 6.  | The Lemon Song       |       |
| 7.  | You Shook Me         |       |
| 8.  | Boogie With Stu      |       |
| 9.  | Bron-Yr-Aur          |       |
| 10. | Down By The Seaside  |       |
| 11. | Out On The Tiles     |       |
| 12. | Black Mountain Side  |       |
| 13. | Moby Dick            |       |
| 14. | Sick Again           |       |
| 15. | Hot Dog              |       |
| 16. | Carrouselambra       |       |

Disque 2
| No  | Titre                    | Durée |
| --- | ------------------------ | ----- |
| 1.  | South Bound Saurez       |       |
| 2.  | Walter's Walk            |       |
| 3.  | Darlene                  |       |
| 4.  | Black Country Woman      |       |
| 5.  | How Many More Times      |       |
| 6.  | The Rover                |       |
| 7.  | Four Sticks              |       |
| 8.  | Hats Off To (Roy) Harper |       |
| 9.  | I Can't Quit You Baby    |       |
| 10. | Hots On For Nowhere      |       |
| 11. | Living Loving Maid       |       |
| 12. | Royal Orleans            |       |
| 13. | Bonzo's Montreux         |       |
| 14. | The Crunge               |       |
| 15. | Bring It On Home         |       |
| 16. | Tea For One              |       |

Un inédit : Baby Come On Home, issu des sessions du premier album en 1968.